# Епендимске ћелије
Епендимске ћелије су епителне ћелије које облажу коморе мозга и централни канал кичмене мождине. Наиме, унутар ткива мозга и кичемене мождине налази се систем међусобно повезаних комора и канала, који је испуњен церебро-спиналном течношћу. Тај систем се назива вентрикуларни систем мозга и њега чине четири коморе, канал у новоу срењег мозга (Силвијев канал) и канал у нивоу кичмене мождине. Епендимске ћелије дакле, облажу унутрашњу површину вентрикуларног система. 
Сврставају се као макроглијске ћелије пошто настају од неуроектодерма.

## Структура
Епендим се састоји од епендималних ћелија званих епендимоцити, врста глијалних ћелија. Ове ћелије облажу коморе у мозгу и централни канал кичмене мождине, који се испуњавају цереброспиналном течношћу. То су ћелије нервног ткива једноставног стубастог облика, слично као код неких епителних ћелија слузокоже. Ране моноцилиране епендималне ћелије се диференцирају у мултицилиране епендималне ћелије због њихове функције у циркулишућој цереброспиналној течности.
Базалне мембране ових ћелија карактеришу продужеци слични пипцима који се везују за астроците. Апикална страна је прекривена цилијама и микроресицама.

## Функција

### Цереброспинална течност
Облажући коморе испуњене ликвором и кичмени канал, ћелије епендима играју важну улогу у производњи и регулацији ликвора. Њихове апикалне површине прекривене су слојем цилија, које циркулишу ликвор око ЦНС. Њихове апикалне површине су такође прекривене микроресицама које апсорбују ликвор. Унутар можданих комора, популација модификованих епендималних ћелија и капилара заједно познатих као tela choroidea формирају структуру звану хороидни плексус, који производи ликвор.
Модификовани чврсти спојеви између епителних ћелија контролишу ослобађање течности. Ово ослобађање омогућава слободну размену између ликвора и нервног ткива мозга и кичмене мождине. Због тога узимање узорака ликвора, на пример кроз кичмену славину, даје информације о целом ЦНС-у.

### Неурорегенерација
Јонас Фрисен и његове колеге са Института Каролинска у Стокхолму пружили су доказе да епендималне ћелије делују као ћелије резервоара у предњем мозгу, које се могу активирати након можданог удара и као ин виво и ин витро матичне ћелије у кичменој мождини. Међутим, ове ћелије се нису самообнављале и касније су биле исцрпљене јер су стварале нове неуроне, чиме нису успеле да задовоље потребе за матичним ћелијама. Једна студија је приметила да епендимске ћелије из облоге латералне коморе могу бити извор ћелија које се могу трансплантирати у пужа да би се преокренуо губитак слуха.

## Клинички значај
Епендимом је тумор епиндемских ћелија који се најчешће налазе у четвртој комори.